# Damunt nostre, les onades
Damunt nostre, les onades (títol original en anglès, Above Us the Waves) és una pel·lícula britànica dirigida per Ralph Thomas, estrenada el 1955. Ha estat doblada al català.
Va ser la sisena pel·lícula britànica més popular d'aquell any.

## Argument
Durant la Segona Guerra Mundial, un comando britànic té per a missió enfonsar un cuirassat alemany, el Tirpitz, refugiat en un fiord de Noruega.

## Repartiment
- John Mills: el capità Fraser
- John Gregson: el tinent Alec Duffy
- Donald Sinden: el tinent Tom Corbett
- James Robertson Justice: l'almirall Ryder
- Michael Medwin: Smart
- James Kenney: Abercrombie
- O.E. Hasse: el capità du Tirpitz
- Lee Patterson: Cox
- William Russell: Ramsey
- Theodore Bikel: un oficial alemany